# Tucales franciscus
Tucales franciscus är en skalbaggsart som först beskrevs av Thomson 1857.  Tucales franciscus ingår i släktet Tucales och familjen långhorningar. Inga underarter finns listade i Catalogue of Life.